# Жилой дом А. П. Покровского
Жилой дом А. П. Покровского — памятник градостроительства и архитектуры в историческом центре Нижнего Новгорода. Построен в 1912—1915 годах. Автор проекта не установлен. 
Дом является неотъемлемым элементом исторической застройки района Большие Овраги. В экстерьере здания отражено взаимодействие направлений стилевой архитектуры (академическая эклектика, кирпичный стиль) в каменно-деревянной застройке Нижнего Новгорода.      

## История
Дом А. П. Покровского расположен в историческом центре Нижнего Новгорода, занимает ответственное градостроительное положение, формируя фронт застройки чётной стороны улицы Шевченко (бывшей Архангельской улицы) и закрепляет её красную линию. В 1871 году владелицей домовладения (тогда по адресу ул. Архангельская, № 12) была Мария Васильевна Белоглазкина (Белоглазицкая). На участке располагался только один небольшой деревянный одноэтажный дом. В 1873 году участок с домом и деревянными службами усадебный участок перешёл во владение крестьянина Михаила Степановича Шмарова. В 1905 году участок числился за А. П. Потехиной, а в 1010 году он перешёл в собственность М. И. Горинова, который предполагал по красной линии улицы построить новый двухэтажный деревянный дом и одноэтажный деревянный флигель. Проект застройки был утверждён Нижегородской городской управой 19 августа 1910 года. Однако проект остался на бумаге, а коренная реконструкция усадьбы была связана с именем нового владельца — Александра Павловича Покровского не ранее 1912 года. 
18 июля 1912 года Нижегородская городская управа разрешила застройщику А. П. Покровскому построить каменные одноэтажный дом и службы. К 1912 году на участке по красной линии улицы Архангельской стоял одноэтажный деревянный дом 1850-х — 1860-х годов (позже флигель усадьбы), который был перенесён вглубь домовладения. На месте старого дома предполагалось выстроить новый каменный, более просторный. Одноэтажный дом из красного кирпича был построен к 1913 году. Не ранее 1915 года был возведён второй этаж дома из дерева. 
В советское время полукаменный двухэтажный дом использовался как жилой, в нём размещалось 4 квартиры. В 2010-х годах расселённый дом пострадал от пожара и находится в полуразрушенном состоянии.         

## Архитектура
Нижняя часть дома выполнена из красного керамического кирпича (декоративное оформление в стилистике кирпичного стиля). Крайние оси главного фасада выделены рустованными лопатками. В правой части сохранилась историческая двустворчатая филенчатая дверь парадного входа. Лучковые окна обведены кирпичными наличниками с замковыми камнями и прямыми сандриками. Подоконные плоскости и междуэтажный пояс оформлены прямоугольными выступами кирпичной кладки.
Второй деревянный этаж обшит досками, экстерьер выполнен в стилистике академической эклектики: деревянные наличники завершены прямыми профилированными раскрепованными по бокам сандриками; профилированный венчающий карниз поддерживается фигурными кронштейнами; плоскость фриза дополнена резными прямоугольными накладками и зубчатым геометрическим орнаментом.                           